# Torrington (Wyoming)
Torrington város az USA Wyoming államában, Goshen megyében, melynek megyeszékhelye is. Lakosainak száma 6119 fő (2020. április 1.).

## Népesség
A település népességének változása:

| 2010 | 6 501 |
| 2020 | 6 119 |